# Courage (album của Celine Dion)
Courage là album phòng thu tiếng Anh thứ 12 của nữ ca sĩ người Canada Celine Dion, được Columbia Records phát hành vào ngày 15 tháng 11 năm 2019. Đây là album tiếng Anh đầu tiên của cô trong vòng 6 năm kể từ sau Loved Me Back to Life (2013). Với Courage, Dion đã làm việc cùng nhiều người viết bài hát và nhà sản xuất khác nhau, trong đó có Sia, David Guetta, Greg Kurstin, Sam Smith, StarGate, Jimmy Napes, Lauv, LP, Jörgen Elofsson, Stephan Moccio, Eg White, Liz Rodrigues của The New Royales và nhiều người khác.
Vào tháng 6 năm 2019, Dion kết thúc chương trình cố định Celine tại Las Vegas và phát hành "Flying on My Own" như một món quà gửi đến những người hâm mộ. Vào tháng 9 năm 2019, cô khởi động chuyến lưu diễn Courage World Tour và ra mắt thêm 3 bài hát mới: "Imperfections", "Lying Down" và "Courage". Courage bao gồm 16 bài hát cùng với 4 bài hát thêm của phiên bản cao cấp. Album nhận được đa số những đánh giá tích cực từ các nhà phê bình âm nhạc và ra mắt ở vị trí số 1 trên bảng xếp hạng US Billboard 200, trở thành album quán quân đầu tiên của Dion tại Hoa Kỳ trong 17 năm kể từ sau A New Day Has Come (2002). Album cũng ra mắt ở vị trí quán quân tại Canada, Thụy Sĩ và Bỉ. Courage cũng giành được vị trí trong top 10 của nhiều quốc gia khác, trong đó có vị trí á quân tại Anh Quốc, Pháp và Úc, cũng như vị trí thứ 4 tại Áo và Đức.

## Bối cảnh và phát triển
Trong tháng 11 năm 2013, Dion phát hành album phòng thu tiếng Anh trước đó, Loved Me Back to Life. Ngay tháng sau, chồng cô, René Angélil, được chẩn đoán mắc bệnh ung thư vòm họng và phải trải qua phẫu thuật. Vào tháng 6 năm 2014, Angélil thôi giữ vai trò quản lý của Dion để tập trung vào sức khỏe của mình, và trong tháng 8 năm 2014 Dion đã hoãn các chương trình biểu diễn do tình hình sức khỏe của chồng cô trở nên xấu đi. Angélil qua đời vào ngày 14 tháng 1 năm 2016. Ngày 22 tháng 5 năm 2016, trong màn biểu diễn công khai đầu tiên ở một địa điểm khác The Colosseum tại Caesars Palace, Dion đã trình diễn "The Show Must Go On" trong lễ trao Giải thưởng âm nhạc Billboard 2016, nơi cô nhận được Giải Biểu tượng Billboard. Vào tháng 8 năm 2016, cô phát hành album tiếng Pháp Encore un soir và đạt được thành công về cả chuyên môn lẫn thương mại.
Vào tháng sau, cô phát hành "Recovering", một bài hát do Pink chắp bút để tôn vinh người chồng quá cố của Dion. Bài hát được quảng bá là ca khúc đầu tiên trong bản ghi âm tiếng Anh sắp phát hành của cô. Ở thời điểm đó, bản ghi này dự kiến được phát hành vào năm 2017. Cô đã biểu diễn ca khúc trong Sự kiện Trực tiếp Stand Up to Cancer vào ngày 9 tháng 9 năm 2016. Vào tháng 3 năm 2017, ca khúc "How Does a Moment Last Forever" của Dion được phát hành trong album nhạc phim Beauty and the Beast: Original Motion Picture Soundtrack. Dion cũng khởi động 2 chuyến lưu diễn trong mùa hè tại Canada và châu Âu vào năm 2016 và 2017. Trong năm 2018, cô phát hành "Ashes" từ nhạc phim của bộ phim siêu anh hùng Deadpool 2 của Mỹ, và lưu diễn tại châu Á, Úc và New Zealand. Tháng 9 năm 2018, Dion thông báo về việc kết thúc chương trình cố định Celine tại Las Vegas, với buổi diễn cuối cùng được ấn định vào ngày 8 tháng 6 năm 2019.
Vào ngày 3 tháng 4 năm 2019, cô thông báo về chuyến lưu diễn Courage World Tour 2019/2020, với khởi đầu tại Thành phố Québec, Canada vào ngày 18 tháng 9 năm 2019. Dion cũng thông báo về album tiếng Anh mới cùng tên, dự định được phát hành vào tháng 11 năm 2019. Giải thích về tựa đề album, cô nói: "Tôi nghĩ rằng tôi đã trải qua rất nhiều chuyện. Và cuộc sống đã cho tôi những công cụ... để tôi tìm được sức mạnh trong tâm hồn, tìm được sự cản đảm và để tôi bước tiếp. Những người mà tôi vô cùng yêu quý đã đón nhận những khoảnh khắc khó khăn. Họ đã cho tôi rất nhiều sức mạnh. Và sau đó có một bài hát có tên là "Courage", và tất cả chúng tôi đã không mất quá lâu để nói rằng, 'Tôi nghĩ rằng album này nên được đặt tên là Courage'". Dion thông báo về chuyến lưu diễn trong một video có tựa đề "Ciao for now Las Vegas". Trong video, cô rời Las Vegas trên một chiếc xe chở toàn drag queen. Diễn viên đóng thế Steven Wayne vào vai Dion, cùng với Bryan Watkins, Crystal Woods và Hot Chocolate trong vai Barbra Streisand, Diana Ross và Tina Turner. Video quảng bá cũng tiết lộ một ca khúc mới có tựa đề "Flying on My Own". Ngày 5 tháng 4 năm 2019, trong chương trình Jimmy Kimmel Live!, Dion đã quảng bá về chuyến lưu diễn sắp tới, hát một số đoạn trong ca khúc "Courage" và trình diễn "Ashes". Vào các ngày 7 và 8 tháng 6 năm 2019, Dion đã biểu diễn "Flying on My Own" trong chương trình cố định tại Las Vegas và màn biểu diễn trực tiếp được phát hành trên các nền tảng streaming vào ngày 8 tháng 6.
Trong những tháng gần tới thời điểm phát hành album, Dion đã xuất hiện trên bìa của các tạp chí Elle, Harper's Bazaar và CR Fashion Book, và được các tạp chí Vanity Fair và People bình chọn là một trong số những ngôi sao có trang phục đẹp nhất năm 2019. Vào ngày 18 tháng 9 năm 2019 và tại thời điểm bắt đầu của Courage World Tour, Dion đã thực hiện phỏng vấn trong chương trình Today, cũng như trong chương trình "Celine Dion from A to Z" của BBC Radio vào ngày 22 tháng 9 năm 2019.

## Sáng tác và thu âm
Vào tháng 4 năm 2019, Dion tiết lộ rằng cô đã nhận được 48 lời đăng ký tham gia viết bài hát cho album sắp tới và cô phải chọn 12 người trong số họ. Album mới, Courage, sẽ khám phá những định hướng âm nhạc mới, trong khi tiếp tục giữ phong cách quen thuộc với những người hâm mộ của Dion. Sau khi phát hành ca khúc "Recovering" do Pink sáng tác vào tháng 9 năm 2016, Dion ghi âm nhạc mới vào tháng 10 năm 2016 cùng với Diane Warren, người đã chắp bút cho nhiều bản hit của cô, trong đó có "Because You Loved Me". Vào tháng 4 năm 2017, Dion có đề cập rằng Sia đã viết 3 bài hát cho cô. Tháng 4 năm 2019, có thông báo cho biết album mới sẽ có sự tham gia của Sia và một trong số các bài hát mà cô sáng tác có tựa đề là "Baby". Tháng 12 năm 2017, Dion tiết lộ rằng cô đã thu âm nhạc mới cùng với Stephan Moccio và Maty Noyes. Moccio là người chắp bút cho đĩa đơn "A New Day Has Come" đạt được thành công vào năm 2002 của Dion và cũng đồng sáng tác nhiều bản hit của các nghệ sĩ khác như "Earned It" của The Weeknd và "Wrecking Ball" của Miley Cyrus. Cũng trong tháng 12 năm 2017, Dion ghi âm bài hát "Flying on My Own" trong Phòng thu tại Palms ở Las Vegas. Bài hát được viết bởi Jörgen Elofsson, Anton Mårtenson và Liz Rodrigues. Tháng 10 năm 2018, David Guetta đề cập rằng Dion đã thu âm một bài hát mà anh cùng sáng tác với Sia. Khi đưa ra thông báo về chuyến lưu diễn Courage World Tour vào tháng 4 năm 2019, Dion tiết lộ cô đã thu âm một bài hát mà sau này đã trở thành ca khúc chủ đề cho album, có tựa đề "Courage" và dự kiến phát hành vào tháng 11 năm 2019. Video quảng bá cho chuyến lưu diễn sử dụng một đoạn của bài hát mới, "Flying on My Own". Vào ngày 20 tháng 5 năm 2019, một phần của một ca khúc mới khác, "Lying Down" do David Guetta và Sia sáng tác, xuất hiện trong một tập có sự tham gia của Dion trong chương trình Carpool Karaoke với James Corden. "Flying on My Own" (Trực tiếp từ Las Vegas) được phát hành ở định dạng kỹ thuật số vào ngày 9 tháng 6 năm 2019, một ngày sau khi Dion kết thúc chương trình cố định kéo dài 16 năm của mình tại Las Vegas. Phiên bản ghi âm trong phòng thu được phát hành vào ngày 28 tháng 6 năm 2019. Vào ngày 18 tháng 9 năm 2019, Dion phát hành 3 ca khúc mới gồm "Lying Down", "Courage" và "Imperfections", chia sẻ ảnh bìa của album và thông báo ngày phát hành album sẽ là 15 tháng 11 năm 2019.

## Âm nhạc
Courage, album tiếng Anh đầu tiên của Dion trong vòng 6 năm, được phát hành vào ngày 15 tháng 11 năm 2019. Phiên bản chuẩn của album bao gồm 16 bài hát và phiên bản cao cấp bao gồm 20 bài hát. Album là sự pha trộn của những bản ballad và những ca khúc có nhịp độ nhanh, trong đó có những bài như "Courage", "Imperfections", "Lying Down" và "Flying on My Own". Trong Courage, Dion đã làm việc với nhiều người viết bài hát và nhà sản xuất khác nhau, bao gồm Dan Wilson, Johan Carlsson, Ross Golan, Skylar Grey, LP, Jon Levine, Greg Kurstin, Eg White, The Stereotypes, Steve Aoki, Freddy Wexler, Andrew Wells, Lauv, Michael Pollack, Nicholas Perloff-Giles, DallasK, David Guetta, Giorgio Tuinfort, Sia, Stephan Moccio, Erik Alcock, Liz Rodrigues, Jörgen Elofsson và Anton Mårtensson. Album này cũng là dự án đầu tiên của Dion mà cô giữ vai trò điều hành sản xuất. "Imperfections" là một ca khúc nhạc dance có nhịp độ trung bình, tập trung vào sự tự phê bình – điều mà tất cả mọi người đều có thể hiểu và thông cảm. Bản ballad nặng trĩu tiếng đàn dây "Lying Down", viết bởi Sia và David Guetta, khích lệ tư duy tươi mới sau khi kết thúc một mối quan hệ "độc hại". Ca khúc chủ đề "Courage" là một bài ca về sức mạnh để vượt qua những thử thách trong cuộc sống. Trong bài hát, Dion đã cầu xin: "Courage, don't you dare fail me now/ I need you to keep away the doubts/ I'm staring in the face of something new/ You're all I've got to hold on to/ So courage, don't you dare fail me now." Danh sách bài hát đầy đủ của Courage được tiết lộ vào ngày 12 tháng 10 năm 2019.

## Tiếp nhận phê bình
| Đánh giá chuyên môn | Đánh giá chuyên môn |
| Điểm trung bình     | Điểm trung bình     |
| Nguồn               | Đánh giá            |
| ------------------- | ------------------- |
| Metacritic          | 68/100              |
| Nguồn đánh giá      |                     |
| Nguồn               | Đánh giá            |
| AllMusic            | [ 54 ]              |
| Billboard           | (tích cực)          |
| The Guardian        | [ 56 ]              |
| Idolator            | [ 57 ]              |
| The Independent     | [ 58 ]              |
| MusicOMH            | [ 59 ]              |
| The Observer        | [ 60 ]              |
| Rolling Stone       | [ 1 ]               |
| Slant Magazine      | [ 61 ]              |
| Variety             | (trái chiều)        |

Courage nhận được chủ yếu những đánh giá tích cực từ các nhà phê bình âm nhạc. Trên Metacritic, một trang đưa ra số điểm chuẩn trên thang 100 dựa trên các bài đánh giá của các xuất bản phẩm phổ biến, album nhận được điểm trung bình là 68 dựa trên 6 bài đánh giá, tương ứng với nhận xét "các đánh giá nhìn chung là tích cực." Mike Wass từ Idolator đánh giá Courage đạt 4,5 trên 5 sao, mô tả rằng đây là album đa dạng nhất của Dion, và rằng đó là một điều thực sự đặc biệt ở giai đoạn này trong sự nghiệp của cô. Ông cảm giác rằng, trong khi việc sản xuất các bài hát có sự sáng tạo thì chủ đề của chúng tỏ ra quá truyền thống, do Dion vẫn đi sâu vào những nội dung về tình cảm. Neil Z. Yeung của AllMusic đánh giá album đạt 4 trên 5 sao, gọi Courage là một sản phẩm có tính chuyển hóa và giải tỏa cảm xúc của nữ ca sĩ có giọng ca khỏe khoắn và đầy kỹ thuật, chuyên chở người nghe đi qua hành trình chữa lành và bước tiếp của cô. Theo ông, album được đảm bảo nhờ một số lượng lớn các bài hát gây tổn thương có nhịp độ trung bình. Những ca khúc này có tác dụng điều trị cho Dion và là những lời thú nhận yếu ớt mà cô gửi đến người hâm mộ. Nick Smith từ MusicOMH cũng đánh giá Courage đạt 4 trên 5 sao. Ông chỉ ra rằng các chủ đề của album (sức mạnh nội tâm, sự dũng cảm và tự nhận thức bản thân) có tính mạch lạc, và rằng Courage đánh dấu một sự trở lại đầy ấn tượng.
Cây viết Brittany Spanos của Rolling Stone tán dương những ca khúc contemporay, dance-pop sôi động cũng như những bản ballad trong album, khẳng định rằng: "xuyên suốt bản thu âm LP, những khoảnh khắc dance-pop hiện lên rõ nét nhất khi có sự cường điệu phong cách theo hướng hài hước, một điều mà ở đó những kĩ năng trình diễn xuất sắc của Dion tỏa sáng" và "cũng giống như mọi thứ mà Dion làm, những bản ballad hát bằng cổ họng, trong đó cô thể hiện chất giọng nữ trung với quãng giọng rộng, là những viên ngọc thực sự". Trong đoạn tổng kết, Spanos đã so sánh Courage với album Believe phát hành năm 1998 của Cher và viết rằng "để ý rằng Courage là một phiên bản của album Believe của Cher do Dion thực hiện: một album được phát hành chính xác vào đúng thời điểm và chứng tỏ với một thế hệ mới rằng, cô ấy vẫn xứng đáng được tìm đến và đáng được công nhận là một diva có đủ khả năng để bắt kịp với thời đại". Theo Alexis Petridis từ The Guardian, những ca khúc xuất sắc nhất trong Courage là những bản ballad có phong cách rất tương đồng với thứ âm nhạc từng giúp Dion trở nên nổi tiếng, ví dụ như ca khúc chủ đề. Alexandra Pollard của The Independent viết rằng những khoảnh khắc có ảnh hưởng nhất trong bản ghi âm dường như là lúc cô phải đối diện với sự ra đi của một người thân yêu, như trong bài "For the Lover That I Lost" do Sam Smith đồng sáng tác và trong "Courage". Michael Cragg của The Observer viết rằng Courage, album được ghi âm sau cái chết của chồng Dion vào năm 2016, được phủ đầy bằng những lời ca về sự mất mát và hồi sinh.
Jason Lipshutz của Billboard viết rằng album Loved Me Back to Life (2013) của Dion là một nỗ lực thành công, nhưng Courage thậm chí còn giàu sức sống hơn, với "Flying on My Own" mở đầu album một cách "đầy kích thích", ca khúc chủ đề "gây choáng váng", và nhiều "những ca khúc phản ánh khác rất đáng nghe". Theo ông, việc Dion tập trung vào sự mất mát, hồi phục và tăng cường sức mạnh cho bản thân trong Courage đã khiến album trở thành một trong số những sản phẩm pop chín chắn và ấn tượng nhất trong năm 2019. Trong bài đánh giá cho tạp chí Variety, cây viết A.D. Amorosi đưa ra một đánh giá trái chiều cho album, nhận xét rằng "những khoảnh khắc lộng lẫy và chân thực nhất trong Courage là sự mất mát, nỗi sợ hãi và sự dứt khoát trong phong cách hát quý phái và cần thật nhiều hơi của Dion, và của mình Dion mà thôi". Ông chỉ trích nhiều bài hát trong album như "Flying on My Own", "Lovers Never Die", "The Chase" và một số bài khác, cho rằng chúng khiến Dion hát "nghe như người máy và đơn điệu". Ông tổng kết bài đánh giá của mình với nhận xét "người ta có thể cãi rằng Courage là âm thanh của một Celine Dion không bị giới hạn và không bị tổn thương, sẵn sàng thử nghiệm vượt lên những âm thanh thính phòng thường thấy của cô, và dạo chơi ở nhiều thể loại cùng với những đồng nghiệp tuổi teen đương thời trên các bảng xếp hạng. Điều đó ổn thôi. Hãy bỏ nó đi ngay bây giờ. Ít nhất thì một nửa album này rất tuyệt vời. Nhưng đừng để cô ấy làm những việc này một cách thường xuyên".
| Xuất bản phẩm | Danh hiệu                                                     | Ng.    |
| ------------- | ------------------------------------------------------------- | ------ |
| Billboard     | 50 Album xuất sắc nhất năm 2019: Sự lựa chọn của ban Biên tập | [ 62 ] |

## Các đĩa đơn
Vào tháng 6 năm 2019, Dion phát hành "Flying on My Own" như một món quà dành tặng những người hâm mộ. Ca khúc vươn đến vị trí quán quân tại Quebec và nằm trong top 10 của các bảng xếp hạng kỹ thuật số tại Canada và Pháp, cũng như trên bảng xếp hạng US Dance Club Songs. Ngày 18 tháng 9 năm 2019, Dion phát hành thêm 3 bài hát gồm "Imperfections", "Lying Down" và "Courage". Video âm nhạc của "Imperfections" ra mắt vào ngày 26 tháng 9 năm 2019 và ca khúc được gửi đến các đài phát thanh vào ngày 30 tháng 9. Vào ngày 19 tháng 10 năm 2019, "Lying Down" được thêm vào bảng A trong danh sách phát của đài phát thanh BBC Radio 2 tại Vương quốc Anh và trở thành bản ghi âm của tuần. Video âm nhạc của "Courage" ra mắt vào ngày 13 tháng 11 năm 2019. "Soul" được phát hành thành đĩa đơn thứ tư trên hệ thống các đài phát thanh tại Ý vào ngày 24 tháng 1 năm 2020.

## Diễn biến thương mại
Courage ra mắt ở vị trí số 1 trên bảng xếp hạng Canadian Albums Chart với 55.000 đơn vị album tương đương, trong đó có 53.000 bản là album thuần, trở thành album quán quân thứ 15 của Dion tại Canada. Album cũng ra mắt ở vị trí quán quân trên bảng xếp hạng US Billboard 200 của tuần ngày 30 tháng 11 năm 2019, đem về cho Dion album quán quân đầu tiên tại Hoa Kỳ trong 17 năm. Lần gần nhất cô đạt vị trí quán quân trên bảng xếp hạng là vào năm 2002 với album A New Day Has Come. Courage cũng là album quán quân thứ năm của cô tại đây, bán ra 113.000 đơn vị album tương đương trong tuần đầu phát hành, trong đó có 109.000 bản là album thuần.

## Danh sách bài hát
Danh sách những người thực hiện được lấy từ siêu dữ liệu của Apple Music.
| Courage – Phiên bản chuẩn | Courage – Phiên bản chuẩn   | Courage – Phiên bản chuẩn                                                                                 | Courage – Phiên bản chuẩn                            | Courage – Phiên bản chuẩn |
| STT                       | Nhan đề                     | Sáng tác                                                                                                  | Sản xuất                                             | Thời lượng                |
| ------------------------- | --------------------------- | --- | ---------------------------------------------------- | ------------------------- |
| 1.                        | "Flying on My Own"          | Jörgen Elofsson Liz Rodrigues Anton "Hybrid" Mårtensson                                                   | Elofsson Hybrid Ugly Babies                          | 3:32                      |
| 2.                        | "Lovers Never Die"          | Johan Carlsson Ross Golan Dan Wilson                                                                      | Carlsson Wilson John Sinclair [a] Brian Brundage [a] | 2:51                      |
| 3.                        | "Falling in Love Again"     | Skylar Grey                                                                                               | John Doelp Denis Savage                              | 3:51                      |
| 4.                        | "Lying Down"                | David Guetta Giorgio Tuinfort Sia Furler                                                                  | Guetta Tuinfort                                      | 3:58                      |
| 5.                        | "Courage"                   | Stephan Moccio Erik Alcock Rodrigues                                                                      | Moccio TommyD [b]                                    | 4:14                      |
| 6.                        | "Imperfections"             | Ari Leff Michael Pollack Nicholas Perloff-Giles Dallas Koehlke                                            | DallasK                                              | 3:59                      |
| 7.                        | "Change My Mind"            | Björn Yttling LP Jon Levine                                                                               | Levine                                               | 3:01                      |
| 8.                        | "Say Yes"                   | Elofsson Rodrigues                                                                                        | Elofsson                                             | 3:32                      |
| 9.                        | "Nobody's Watching"         | Elofsson Rodrigues                                                                                        | Elofsson Hybrid                                      | 3:12                      |
| 10.                       | "The Chase"                 | Craig McConnell Jessica Mitchell Rodrigues                                                                | McConnell                                            | 3:49                      |
| 11.                       | "For the Lover That I Lost" | Sam Smith Mikkel Eriksen Tor Hermansen James Napier                                                       | StarGate Jimmy Napes                                 | 2:54                      |
| 12.                       | "Baby"                      | Furler Greg Kurstin Maureen "Mozella" McDonald                                                            | Kurstin                                              | 3:34                      |
| 13.                       | "I Will Be Stronger"        | Francis "Eg" White                                                                                        | White                                                | 3:27                      |
| 14.                       | "How Did You Get Here"      | Nikki Grier The Stereotypes 9AM Alcock Rodrigues Khalil Abdul-Rahman Hazzard Calum Armand Maurice Brockie | The Stereotypes 9AM                                  | 4:21                      |
| 15.                       | "Look at Us Now"            | Steph Jones Brandon Treyshun Campbell Andrew Wells                                                        | A. Wells                                             | 3:18                      |
| 16.                       | "Perfect Goodbye"           | Max Wolfgang Freddy Wexler Corey Sanders                                                                  | Wolfgang Steve Aoki [a]                              | 3:28                      |
| Tổng thời lượng:          | Tổng thời lượng:            | Tổng thời lượng:                                                                                          | Tổng thời lượng:                                     | 57:00                     |

| Courage – Phiên bản cao cấp | Courage – Phiên bản cao cấp | Courage – Phiên bản cao cấp                | Courage – Phiên bản cao cấp | Courage – Phiên bản cao cấp |
| STT                         | Nhan đề                     | Sáng tác                                   | Sản xuất                    | Thời lượng                  |
| --------------------------- | --------------------------- | ------------------------------------------ | --------------------------- | --------------------------- |
| 17.                         | "Best of All"               | Ben Earle White                            | White                       | 3:23                        |
| 18.                         | "Heart of Glass"            | Furler Kurstin                             | Kurstin                     | 3:31                        |
| 19.                         | "Boundaries"                | Moccio Maty Noyes                          | Moccio                      | 3:22                        |
| 20.                         | "The Hard Way"              | Jessica Karpov Whitney Phillips Greg Wells | G. Wells                    | 3:24                        |
| Tổng thời lượng:            | Tổng thời lượng:            | Tổng thời lượng:                           | Tổng thời lượng:            | 70:40                       |

| Courage – Bài hát thêm cho phiên bản phát hành tại Nhật Bản | Courage – Bài hát thêm cho phiên bản phát hành tại Nhật Bản | Courage – Bài hát thêm cho phiên bản phát hành tại Nhật Bản | Courage – Bài hát thêm cho phiên bản phát hành tại Nhật Bản | Courage – Bài hát thêm cho phiên bản phát hành tại Nhật Bản |
| STT                                                         | Nhan đề                                                     | Sáng tác                                                    | Sản xuất                                                    | Thời lượng                                                  |
| ----------------------------------------------------------- | ----------------------------------------------------------- | ----------------------------------------------------------- | ----------------------------------------------------------- | ----------------------------------------------------------- |
| 21.                                                         | "Soul"                                                      | Tina Parol Jason Wade                                       | The Elev3n                                                  | 3:14                                                        |
| Tổng thời lượng:                                            | Tổng thời lượng:                                            | Tổng thời lượng:                                            | Tổng thời lượng:                                            | 73:54                                                       |

Ghi chú
- ^[a]  chỉ người sản xuất bổ sung
- ^[b]  chỉ người đồng sản xuất trong buổi ghi âm có dàn nhạc

## Xếp hạng và chứng nhận
| Bảng xếp hạng (2019)                     | Vị trí cao nhất |
| ---------------------------------------- | --------------- |
| Úc (ARIA)                                | 2               |
| Album Áo (Ö3 Austria)                    | 4               |
| Album Bỉ (Ultratop Vlaanderen)           | 3               |
| Album Bỉ (Ultratop Wallonie)             | 1               |
| Canada (Billboard)                       | 1               |
| Album Cộng hòa Séc (ČNS IFPI)            | 11              |
| Croatia Foreign Albums (HDU)             | 4               |
| Album Đan Mạch (Hitlisten)               | 23              |
| Album Hà Lan (Album Top 100)             | 10              |
| Album Phần Lan (Suomen virallinen lista) | 13              |
| Pháp (SNEP)                              | 2               |
| Album Đức (Offizielle Top 100)           | 4               |
| Hy Lạp (IFPI)                            | 38              |
| Album Hungaria (MAHASZ)                  | 11              |
| Album Ireland (IRMA)                     | 5               |
| Ý (FIMI)                                 | 10              |
| Album Nhật Bản (Oricon)                  | 49              |
| Nhật Bản Hot Albums (Billboard Japan)    | 61              |
| New Zealand (RMNZ)                       | 5               |
| Album Na Uy (VG-lista)                   | 16              |
| Album Ba Lan (ZPAV)                      | 6               |
| Album Bồ Đào Nha (AFP)                   | 5               |
| Album Scotland (OCC)                     | 2               |
| Slovakia (ČNS IFPI)                      | 53              |
| Nam Phi (RISA)                           | 10              |
| Tây Ban Nha (PROMUSICAE)                 | 11              |
| Thụy Điển (Sverigetopplistan)            | 30              |
| Album Thụy Sĩ (Schweizer Hitparade)      | 1               |
| Album Anh Quốc (OCC)                     | 2               |
| Hoa Kỳ Billboard 200                     | 1               |
| Hoa Kỳ Rolling Stone 200                 | 1               |

| Bảng xếp hạng (2019)            | Vị trí |
| ------------------------------- | ------ |
| Bỉ (Ultratop Flanders)          | 118    |
| Bỉ (Ultratop Wallonia)          | 35     |
| Canada Sales Albums (SoundScan) | 1      |
| Pháp (SNEP)                     | 53     |
| Thụy Sĩ (Schweizer Hitparade)   | 65     |

| Quốc gia                                                                           | Chứng nhận | Số đơn vị/doanh số chứng nhận |
| ---------------------------------------------------------------------------------- | ---------- | ----------------------------- |
| Pháp (SNEP)                                                                        | Vàng       | 77.000                        |
| Anh Quốc (BPI)                                                                     | Bạc        | 60.000‡                       |
| * Chứng nhận dựa theo doanh số tiêu thụ. ^ Chứng nhận dựa theo doanh số nhập hàng. |            |                               |

## Lịch sử phát hành
| Quốc gia       | Ngày phát hành       | Nhãn hiệu | Định dạng                    | Mã catalog                       |
| -------------- | -------------------- | --------- | ---------------------------- | -------------------------------- |
| Nhiều quốc gia | 15 tháng 11 năm 2019 | Columbia  | CD Tải kỹ thuật số streaming | 190759524824 (Phiên bản chuẩn)   |
| Nhiều quốc gia | 15 tháng 11 năm 2019 | Columbia  | CD Tải kỹ thuật số streaming | 194397018127 (Phiên bản cao cấp) |
| Nhật Bản       | 27 tháng 11 năm 2019 | SMEJ      | Blu-spec CD2                 | SICP-31334                       |
| Nhiều quốc gia | 7 tháng 2 năm 2020   | Columbia  | LP                           | 190759524817                     |